# Corbin (Kentucky)
Corbin é uma cidade localizada no sul do estado americano de Kentucky, no Condado de Knox e Condado de Whitley. A área urbana à volta de Corbin estende-se até ao condado de Laurel. Essa área, conhecida por North Corbin, são se encontra incorporada nos limites da cidade. De acordo com o censo de 2000, a população da cidade era de 7742 habitantes, havendo 17558 a viver no aglomerado urbano do qual Corbin faz parte.

## História
A área de Corbin, conhecida originalmente por Lynn Camp, foi inicialmente povoada por europeus por volta de 1800. A cidade actual nasceu quando a linha de caminho-de-ferro Nashville-Louisville lançou os primeiros carris na zona, por volta de 1883. Sendo uma área pantanosa, foi escolhida por ser ao mesmo tempo plana e barata, tendo sido depois drenada para albergar uma estação. Pouco tempo depois, a cidade começaria a crescer à volta dos carris.
Durante a Primeira Guerra Mundial, os postos de trabalho do caminho-de-ferro foram ocupados pela população afro-americana local. Quando os brancos voltaram da guerra, houve um conflito. Estes queriam os seus antigos postos de trabalho e as suas posições sociais dentro da comunidade. Em 1919, os afro-americanos acabariam por ser mandados embora em vagões pelos brancos.
Os correios locais foram chamados originalmente Cummins, em homenagem ao fundador da comunidade Nelson Cummins. Porém, quando em 1885 se descobriu que tanto Cummins como Lynn Camp era nomes que já eram usados pelos correios do Kentucky, Jame Eaten, responsável pelos correios locais, foi designado para escolher outro nome. Escolheu Corbin, talvez em homenagem a James Corbin Floyd, um pastor religioso local. (a palavra Corbin deriva do Latim corvus, corvo). Tornou-se o nome oficial da cidade em 1905.

## Cultura
- Anualmente, no início de Agosto, Corbin recebe um festival chamado NIBROC (Corbin escrito ao contrário), incluindo concertos ao ar livre, atracções carnavalescas, um desfile de beleza e outros eventos. O festival é mencionado, de forma anacrónica, na peça Last Train to Nibroc,[2] de Arlene Hutton. (apesar da peça se desenrolar nos anos 1940, o festival só teve início em 1952.)
- A venda de bebidas alcoólicas em restaurantes com mais de 100 lugares é permitida.

## Demografia
Segundo o censo americano de 2000, a sua população era de 7742 habitantes.
Em 2006, foi estimada uma população de 8299, um aumento de 557 (7.2%).

## Geografia
De acordo com o United States Census Bureau tem uma área de 19,2 km², dos quais 19,2 km² cobertos por terra e 0,0 km² cobertos por água. Corbin localiza-se a aproximadamente 329 m acima do nível do mar.

## Localidades na vizinhança
O diagrama seguinte representa as localidades num raio de 28 km ao redor de Corbin.

## Locais de interesse

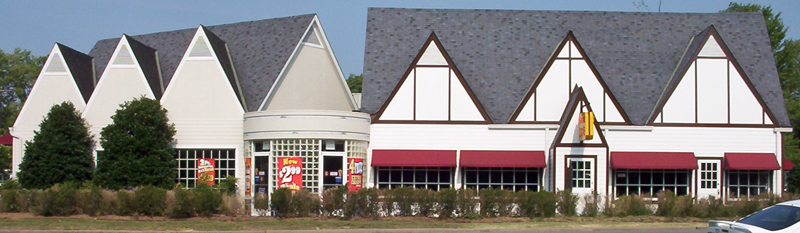
Sanders' Cafe: o primeiro KFC

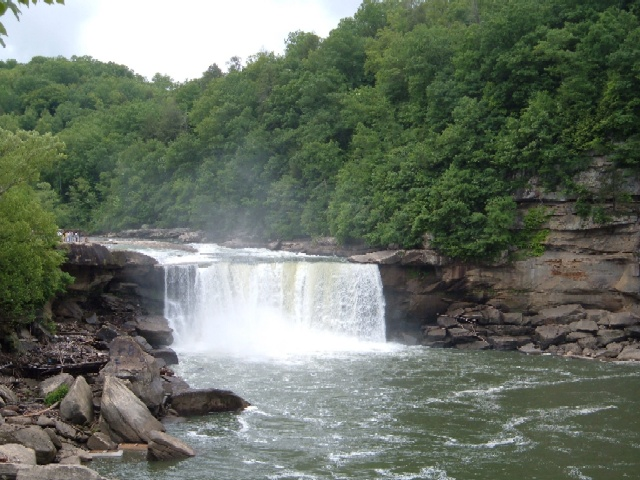
Quedas de água de Cumberland.

- Cumberland Falls State Park - onde se pode encontrar a única queda de água do hemisfério ocidental que apresenta regularmente um arco-íris lunar. Localiza-se 31 km a sudoeste da cidade.
- Sanders' Cafe - o local de nascimento do Kentucky Fried Chicken (apesar de não possuir essa marca quando foi criado), localizado em North Corbin. O restaurante e o respectivo museu são muito populares para os grupos que viajam na estrada interestadual 75.
- Laurel River Lake - um lago artificial criado pelo corpo de engenheiros do exército americano em 1974. É um local recreativo popular para andar de barco, pescar, fazer esqui aquático e mergulhar.